# Monticolo (rilievo)
Il Monticolo è un piccolo rilievo (393 m s.l.m.) di arenaria rossa della Val Camonica.
Sulle sue pendici si sviluppano gli abitati di Boario Terme ed Erbanno.
Lungo le pendici sono tracciate diverse vie di arrampicata.